# Damon Brown
Damon Brown (* 24. Dezember 1965 in Manchester) ist ein britischer Jazzmusiker (Trompete, Flügelhorn, Komposition).

## Leben und Wirken
Brown, der gemeinsam mit dem Saxophonisten Christian Brewer zur Schule ging, erhielt früh Trompetenunterricht. Er studierte am Leeds College of Music und an der Guildhall School of Music and Drama in London, erlangte jedoch keine Abschlüsse. Obwohl sein Schwerpunkt im Jazz liegt, zeigen seine Einflüsse und sein Repertoire eine Offenheit für Klassik, Popmusik, zeitgenössischen Tanz, Reggae und Soul. Entsprechend hat er in den 1990er Jahren auch mit Prince Buster, Desmond Dekker, Maxi Priest, The Specials, The Pasadenas und Paul Weller gearbeitet. Mit der Acid-Jazz-Band Push nahm er diverse Produktionen auf; mit  Push, der London Acid Jazz Group und Gilles Peterson ging er in Japan auf Tournee.
Mitte der 1990er Jahre gründete Brown sein Damon Brown Quintet, mit dem er durch Großbritannien tourte und 1998 auf dem Red Sea Jazz International Festival auftrat, um sein Debütalbum A Rhythm Indicative (1998) vorzustellen. Auf seinem Album Bigger Picture (2001) wurde Skaposaunist Rico Rodriguez als Gast herausgestellt. 2002 ging er mit seinem International Quintet auf Tournee, zu dem Saxophonist Perico Sambeat, Pianist Bruce Barth, Mark Hodgson am Bass und Schlagzeuger Stephen Keogh gehörten. In Zusammenarbeit mit Steve Grossman nahm er mit seinem Quintett 2008 das Album This Time the Dreams on Me auf, das 2009 veröffentlicht und von der Kritik sehr gelobt wurde. Browns eigene Kompositionen machen den überwiegenden Teil des Repertoires seiner Bands aus.
Das Quartett Killer Shrimp, das er gemeinsam mit dem Saxophonisten Ed Jones leitet, erhielt 2007 bei den Parliamentary Jazz Awards den Preis als beste Live-Jazzband 2007. Dessen erste CD, Sincerely Whatever, wurde für die beste Jazz-CD des Jahres dieses Preises nominiert; ihr folgte 2010 das Album,Tales from the Baltic Wharf. Mit Francesco Capella und Laia Porta gründete er das Minimum Trio, das zwei CDs veröffentlichte und ausgiebig in Europa tourte. Auf Japantourneen trat er mit dem Pianisten Yutaka Shiina, dem Saxophonisten Tim Armacost und Gene Jackson am Schlagzeug auf.
Weiterhin arbeitete er mit Benny Golson, Dave Liebman, Doug Raney, Big John Patton, Peter King, Stan Tracey, Claire Martin, Don Weller und Alan Barnes gespielt. Gemeinsam mit Christian Brewer leitete er eine Combo.